# Frații Reuț

## Date biografice
S-au născut în Bucovina, municipiul Suceava. Interpreteaza muzica populara traditionala din Bucovina, atat vocal cat si instrumental. Sunt trei frati, dintre care doi gemeni, Laurentiu si Lucian nascuti in 16 ianuarie si Catalin, care s-a nascut in 21 decembrie. 
Toti trei au studiat muzica la Colegiul de Arte "Ciprian Porumbescu" din Suceava si apoi au terminat studiile de licenta si de master la Universitatea de Arte "George Enescu" din Iasi. Catalin a studiat masterul la Universitatea de Arte "Gheorghe Dima" din Cluj. Momentan toti trei sunt profesori la Colegiul National de Arte "Octav Bancila" din Iasi. Toti trei alcatuiesc o formatie de succes din zona Moldovei si Bucovinei si interpreteaza cu succes diverse genuri muzicale. 
Lucian canta la vioara, claviaturi, instrumente populare si face aranjamente orchestrale, inclusiv inregistrari si masterizare in studio.
Laurentiu interpreteaza cu succes la saxofon, clarinet, fluier si taragot.
Catalin este solistul vocal principal al grupului si canta de asemenea cu trompeta si familia alamurilor de fanfara.

## Discografie
- Flori bucovinene (1997 - Suceava)
- Colinde bucovinene (1997 - Suceava)
- Flori sucevene (1999 - Foca&Co.)
- Suflet bucovinean (2005 - Crypton-Music)
- Asta-i sara de Craciun (2005 - Crypton-Music)
- Am crescut trei fratiori (2005 - Crypton-Music)
- Cine are frati pe lume (2008 - Ana-Sound)
- Cantecele noastre (2009 - Ana-Sound)

## Distincții
- 2011 - premiul pentru cei mai buni interpreti din Bucovina, GMPR Bucuresti